# Udo Jürgens
Udo Jürgens, właśc. Jürgen Udo Bockelmann (ur. 30 września 1934 w Klagenfurcie, zm. 21 grudnia 2014 w Münsterlingen) – austriacki kompozytor i piosenkarz, popularny głównie w krajach niemieckojęzycznych.
Zwycięzca 11. Konkursu Piosenki Eurowizji (1966) i trzykrotny reprezentant Austrii w tym konkursie (1964–1966).

## Życiorys
W 1950 z piosenką „Je t’aime” zwyciężył w konkursie dla kompozytorów. W 1960 napisał światowy hit „Reach for the Stars” wykonywany przez Shirley Bassey. 

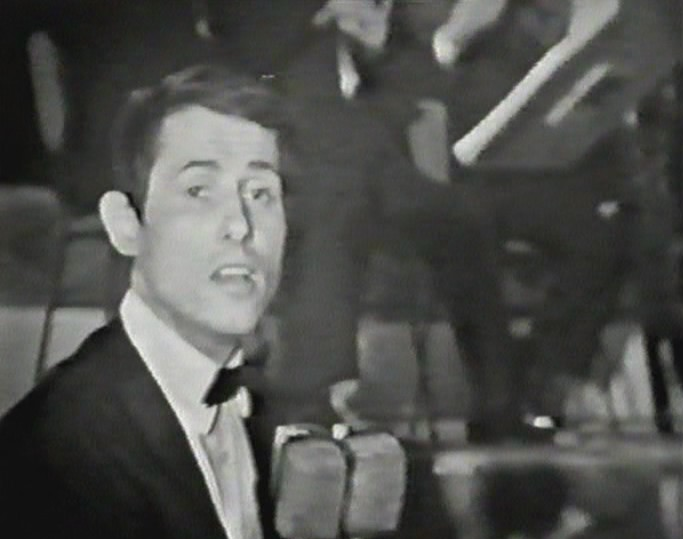
Jürgens podczas 9. Konkursu Piosenki Eurowizji (1965)

Trzykrotnie reprezentował Austrię w Konkursie Piosenki Eurowizji; w 1964 zajął szóste miejsce z utworem „Warum nur, warum?” (Matt Monro nagrał utwór w angielskiej wersji – „Walk Away”, który stał się hitem zarówno na brytyjskiej, jak i amerykańskiej liście przebojów), w 1965 zajął czwarte miejsce z piosenką „Sag' ihr, ich laß sie grüßen”, a w następnym roku zwyciężył w finale konkursu z utworem „Merci Chérie”. W 1967 wystąpił na 7. Międzynarodowym Festiwalu Piosenki w Sopocie.
W kolejnych latach stworzył kilka przebojów popularnych w krajach niemieckojęzycznych, m.in. „Griechischer Wein”, „Aber bitte mit Sahne”, „Mit 66 Jahren” oraz „Buenos Dias, Argentina”, który wykonywał wspólnie z niemiecką reprezentacją w piłce nożnej w 1978.
Ponieważ posiadał gruntowne wykształcenie muzyczne, zawsze sam akompaniował sobie na pianinie. Z tego powodu bywał czasami porównywany do Billy'ego Joela, ale w odróżnieniu od Joela, którego wspomagał zespół rockowy, Jürgensowi przygrywał 18-osobowy big-band.
Regularnie pojawiał się w telewizji, zarówno w telewizyjnych shows, jak i wyprodukowanych przez telewizję filmach. 
W 2004 wydał książkę autobiograficzną pt. „Der Mann mit dem Fagott” i otrzymał statuetkę Deutscher Fernsehpreis za „osiągnięcia życiowe”.
21 grudnia 2014 podczas spaceru w Gottlieben doznał zawału serca. Przewieziony został do szpitala w Münsterlingen, gdzie zmarł z powodu niewydolności serca. Pochowany na Cmentarzu Centralnym w Wiedniu.

## Życie prywatne
Przez wiele lat prasa brukowa zarzucała mu, że jest kobieciarzem, a różne kobiety przypisywały mu ojcostwo swoich dzieci. We wrześniu 2003 niemiecka gazeta Bild ujawniła, że Jürgens 4 lipca 1999 ożenił się ze swoją wieloletnią towarzyszką Corinną w Nowym Jorku.
W 2007 uzyskał obywatelstwo szwajcarskie.

## Dyskografia

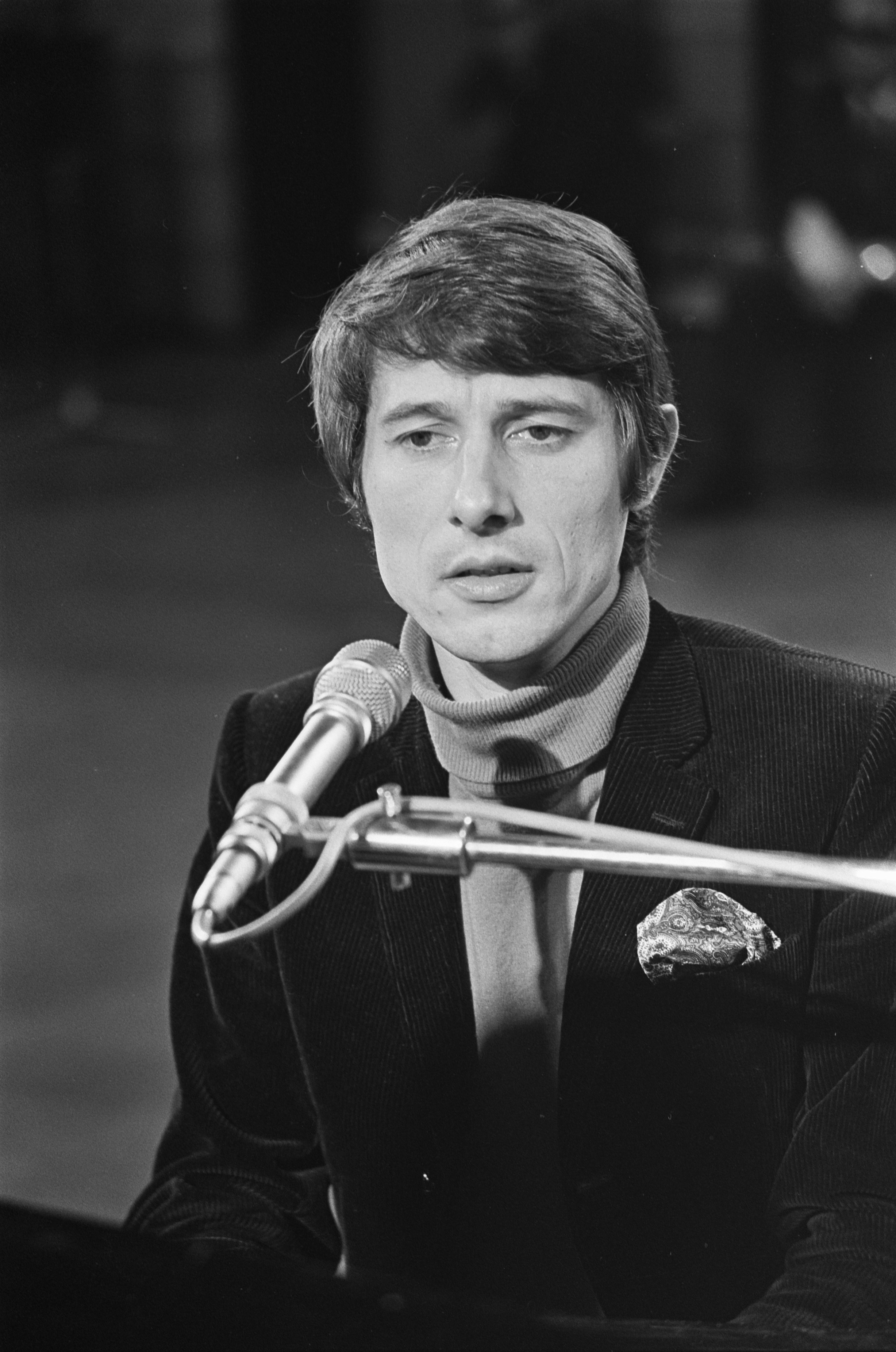
Jürgens (1968)

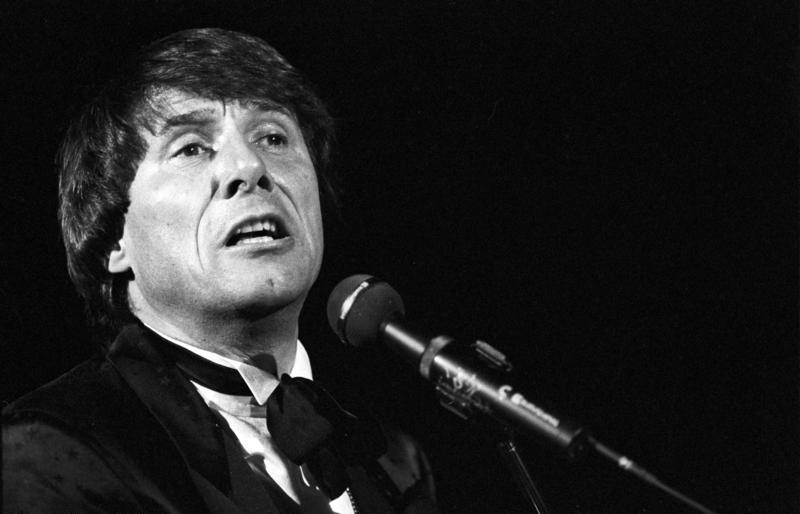
Jürgens (1987)

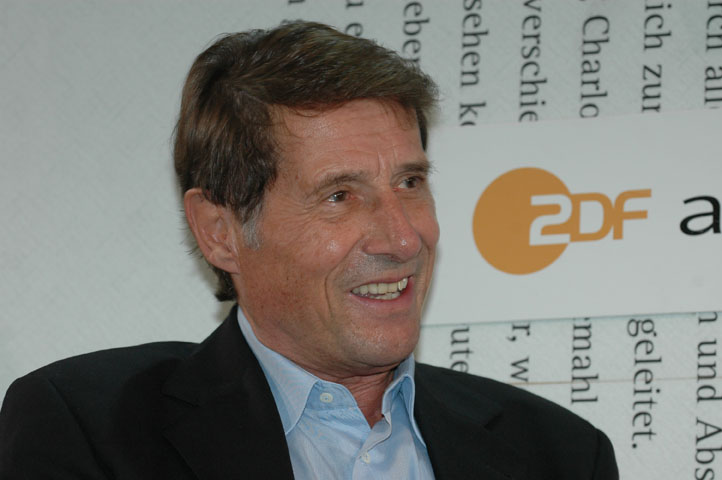
Jürgens (2004)

| - Portrait in Musik 1.Folge (1965) - Siebzehn Jahr, blondes Haar (1965) - Francoise und Udo (1966) - Potrait in Musik 2.Folge (1967) - Was ich Dir sagen will (1967) - Udo (1968) - Mein Lied für Dich (1968) - Udo Live (1969) - Udo'70 (1969) - Udo'71 (1970) - Zeig mir den Platz an der Sonne (1971) - Helden, Helden (Musical) (1972) - Ich bin wieder da (1972) - Johnny und Jenny (Alle Kinder dieser Welt) (1973) - Udo heute (1974) - Meine Lieder (1975) - Udo'75 Ein neuer Morgen (1975) - Meine Lieder 2 (1976) - Meine Lieder'77 (1977) - Buenos Dias Argentina (Football World-Championship) (1978) - Udo 1957-60 (1980) - Nur ein Lächeln (1980) - Udo'80 (1980) - Leave a Little Love (1981) | - Willkommen in meinem Leben (1981) - Silberstreifen (1982) - Traumtänzer (1983) - Hautnah (1984) - Treibjagd (1985) - Deinetwegen (1986) - Das blaue Album (1988) - Ohne Maske (1989) - Sempre Roma (Football World-Championship) (1990) - Das Traumschiff (Soundtrack) (1990) - Open air Symphony (1992) - Geradeaus (1992) - Cafe Größenwahn (1993) - 140 Tage Cafe Größenwahn Tour 94/95 (1994) - Zärtlicher Chaot (1995) - Gestern-heute-morgen (1996) - Ich werde da sein (1999) - Mit 66 Jahren (was wichtig ist) (2000) - Es lebe das Laster (2002) - Es werde Licht (2003) - Jetzt oder nie (2005) - Einfach ich (2008) - Einfach ich Live (2009) - Der ganz normale Wahnsinn (2011) - Mitten im Leben (2014) |